# Pelly-Ruddock Mpanzu
Pelly-Ruddock Mpanzu (Hendon, 22 maart 1994) is een Engels-Congolees voetballer die doorgaans als middenvelder speelt. Hij verruilde West Ham United in januari 2014 voor Luton Town. Mpanzu debuteerde in 2021 in het Congolees voetbalelftal. Hij werd in augustus 2023 de eerste speler ooit die met dezelfde club in alle vijf hoogste divisies van het Engelse voetbal uitkwam.

## Carrière
Mpanzu begon met voetballen in de jeugd van amateurclub Boreham Wood. Hiervoor speelde hij toen hij zeventien was dertien wedstrijden in het eerste elftal. West Ham United zag hem en nodigde hem uit voor een proefstage. Naar aanleiding daarvan kreeg hij in december 2011 een contract bij de Engelse profclub. Mpanzu was twee jaar in dienst bij West Ham en maakte op 29 oktober 2013 zijn profdebuut. Coach Sam Allardyce gaf hem toen een basisplaats in een met 0–2 gewonnen wedstrijd in de League Cup uit bij Burnley. Dat bleef zijn enige wedstrijd voor West Ham.
West Ham United verhuurde Mpanzu in november 2013 voor een maand aan Luton Town. Dat was op dat moment actief in de National League, het vijfde niveau in Engeland. Na vier wedstrijden in de basis verhuisde Mpanzu definitief naar Luton Town. Hij bleef basisspeler en behaalde datzelfde jaar de titel met zijn ploeggenoten, goed voor promotie naar de League Two. Mpanzu bivakeerde daarna vier seizoenen met Luton op het vierde niveau. Nadat ze zich in 2016/17 al kwalificeerden voor de play-offs voor promotie, volgde in 2017/18 een tweede plaats in de eindstand en rechtstreekse promotie naar de League One. Mpanzu begon in 2018/19 in alle 46 speelronden in de basiself en behoorde zo tot de kern van spelers die in het eerste jaar op het derde niveau meteen kampioen werd. Ook in de Championship bleef Mpanzu basisspeler bij Luton Town. Hierin volgde een geleidelijke weg verder omhoog. Na een negentiende plaats in 2019/20 en een twaalfde in 2020/21, plaatste Luton Town zich in 2021/22 voor de play-offs voor promotie naar de Premier League. Hierin versperde Huddersfield Town Mpanzu en de zijnen meteen de weg. Luton Town en hij plaatsten zich in 2022/23 opnieuw voor de play-offs en deze keer was het wel raak. Na een halve finale tegen Sunderland  won Mpanzu met Luton ook de finalewedstrijd tegen Coventry City. Luton Town verlengde in juli 2023 zijn contract tot medio 2025. Hij maakte op 12 augustus 2023 zijn debuut in de Premier League, tegen Brighton & Hove Albion. Daarmee werd Mpanzu de eerste speler ooit die met dezelfde club in alle vijf hoogste divisies van het Engelse voetbal uitkwam. Het avontuur op het hoogste niveau bleef echter beperkt tot een seizoen.

## Interlandcarrière
Mpanzu debuteerde op 5 juni 2021 in het Congolees voetbalelftal. Bonsdcoach Héctor Cúper liet hem toen van begin tot eind spelen in een met 1–0 verloren oefeninterland tegen Tunesië.

## Erelijst
| Competitie               | Aantal     | Jaren      |
| Luton Town               | Luton Town | Luton Town |
| ------------------------ | ---------- | ---------- |
| Kampioen League One      | 1x         | 2018/19    |
| Kampioen National League | 1x         | 2013/14    |

1 Shea ·
2 Walters ·
3 Bell ·
4 Lockyer  ·
5 Andersen ·
6 McGuinness ·
7 Moses ·
8 Krauß ·
9 Morris ·
10 Woodrow ·
11 Adebayo ·
13 Nakamba ·
14 Chong ·
15 Mengi ·
16 Burke ·
17 Mpanzu ·
18 Clark ·
19 Brown ·
20 Walsh ·
23 Krul ·
24 Kaminski ·
25 Taylor ·
26 Baptiste ·
27 Hashioka ·
29 Holmes ·
45 Doughty ·
Coach: Edwards